# 大山崎駅

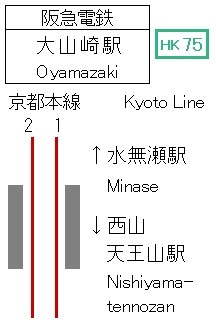
配線図

大山崎駅（おおやまざきえき）は、京都府乙訓郡大山崎町大字大山崎小字明島にある、阪急電鉄京都本線の駅。駅番号はHK-75。

## 歴史
開業当時、大阪側は高槻町駅（現在の高槻市駅）まで7.1 kmにわたって駅がなかった。

### 年表
- 1928年（昭和3年）11月1日：新京阪鉄道の高槻町駅 - 京都西院駅（現在の西院駅）間延伸と同時に開業[3]。
- 1930年（昭和5年）9月15日：会社合併により京阪電気鉄道新京阪線の駅となる[3]。
- 1943年（昭和18年）10月1日：会社合併により京阪神急行電鉄（現在の阪急電鉄）の駅となる[3]。
- 1949年（昭和24年）12月1日：新京阪線が京都本線に改称され、当駅もその所属となる[3]。
- 1963年（昭和38年）
  - 4月24日：高架化工事のため東海道新幹線の線路を借用し、仮設ホームを置いて営業（下り、上りは5月11日から）[3][4][5]。
  - 12月29日：高架線竣工[3][5]。現ホームに移設。
- 2001年（平成13年）3月24日：ホーム延伸により8両編成対応ホームになる。
- 2013年（平成25年）12月21日：駅ナンバリングが導入され、使用を開始[6][7]。

## 駅構造
東海道新幹線の線路に沿って相対式ホーム2面2線を有する高架駅。ホームの水無瀬駅側では新幹線の列車が良く見える。分岐器や絶対信号機を持たないため、停留所に分類される。改札口は地上部にあり、京都府道67号（西国街道）に面する1か所のみ。
トイレは改札内奥にある。7月下旬までリニューアル工事が実施される。

### のりば
| 号線 | 路線      | 方向 | 行先                                 |
| ---- | --------- | ---- | ------------------------------------ |
| 1    | ■京都本線 | 上り | 京都河原町・嵐山方面                 |
| 2    | ■京都本線 | 下り | 高槻市・淡路・大阪梅田・天下茶屋方面 |

※実際には構内にのりば番号表記はないが、スマートフォン向けアプリ「阪急沿線アプリ」の発車案内機能では、京都河原町方面が1号線、大阪梅田方面が2号線と表示されている。

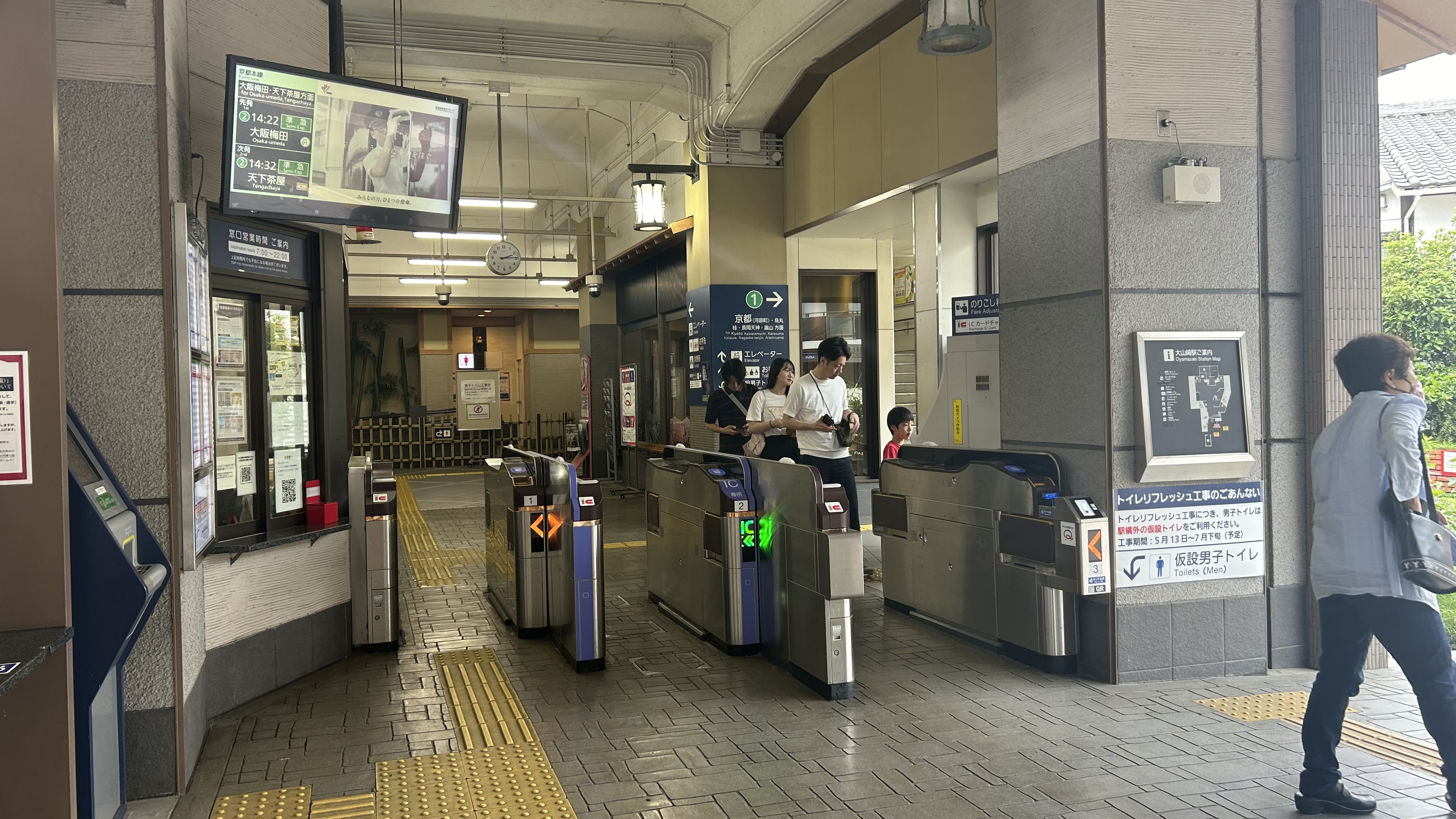
改札口
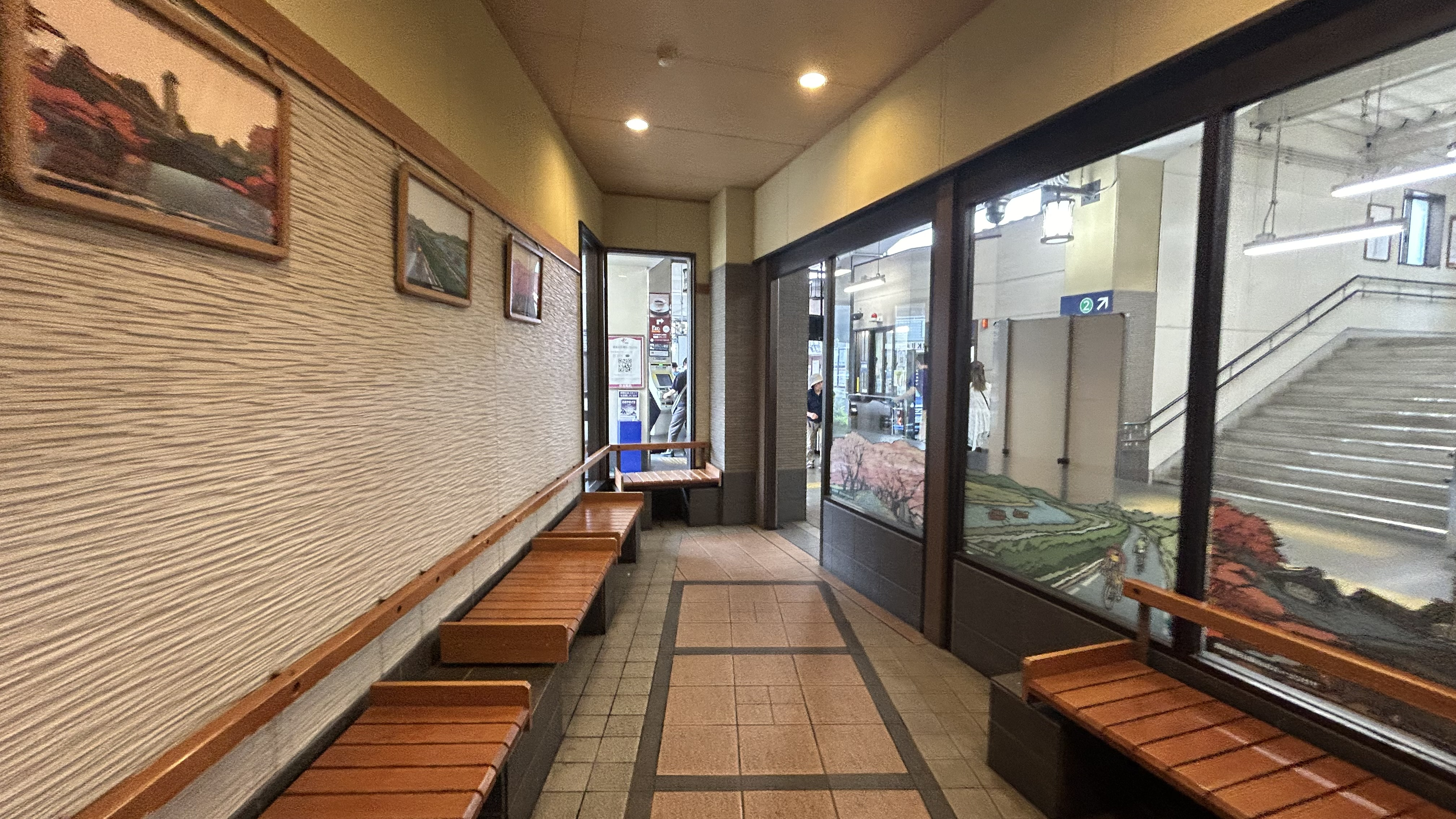
待合室
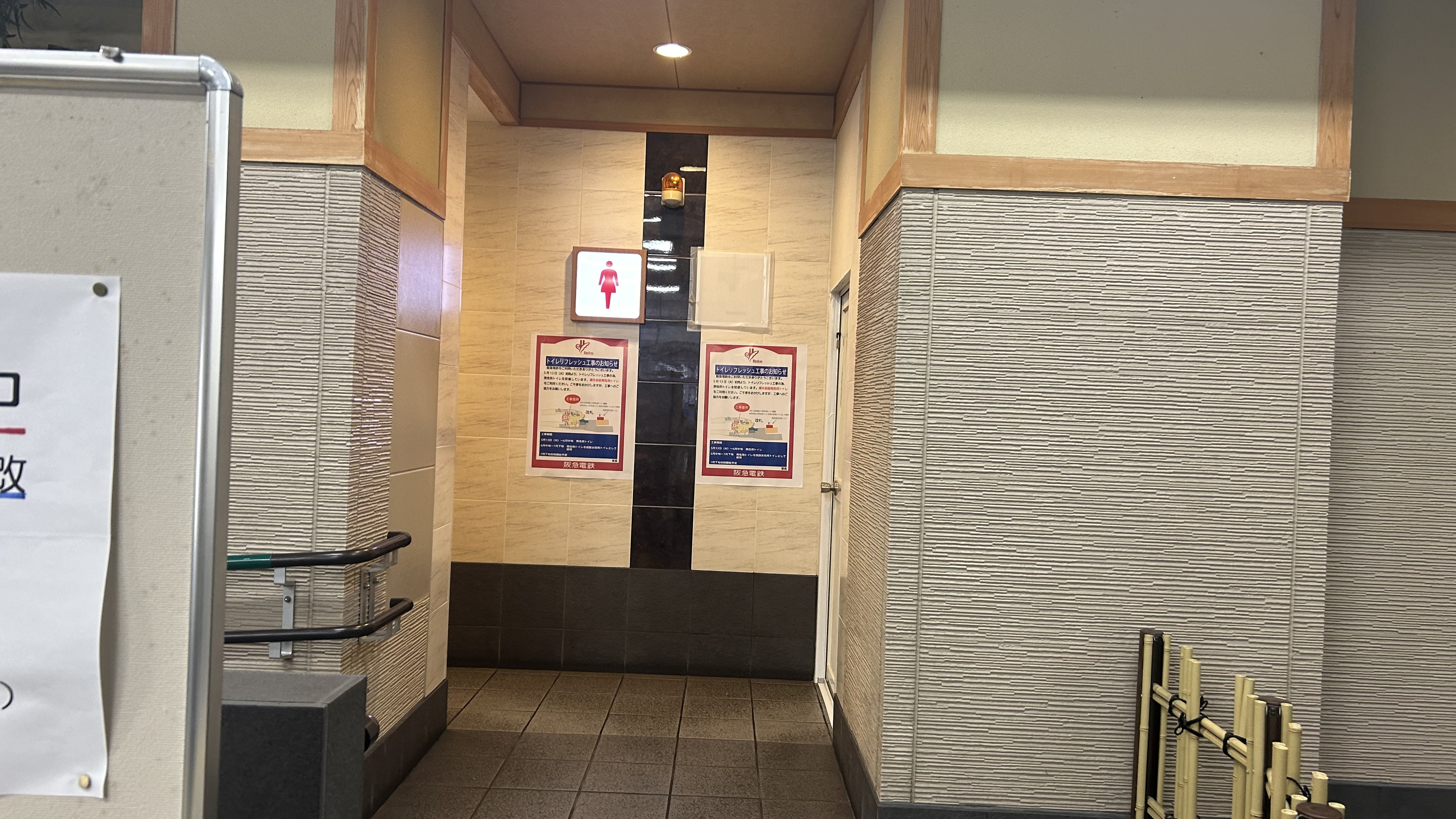
トイレ
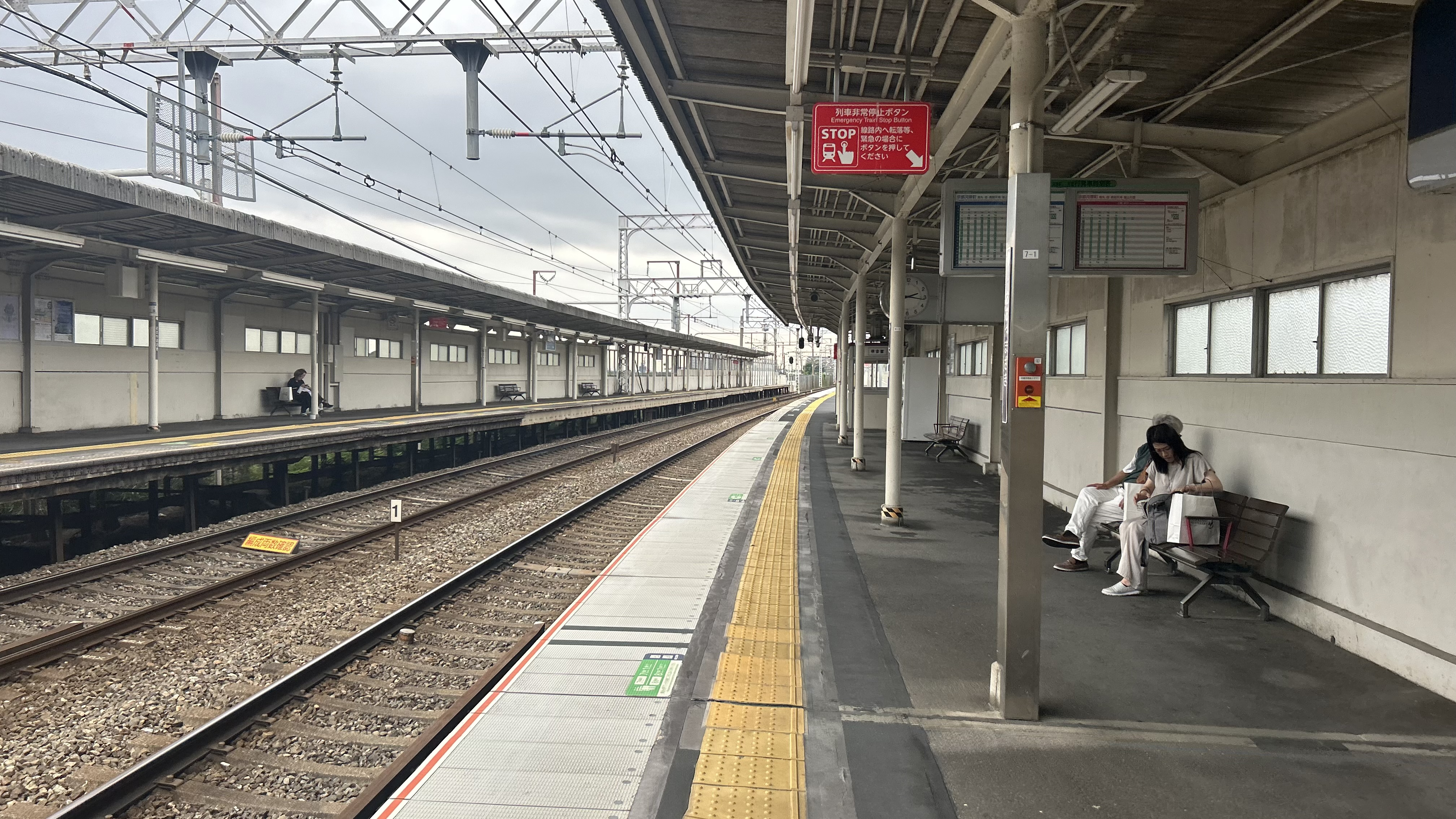
京都方面ホーム
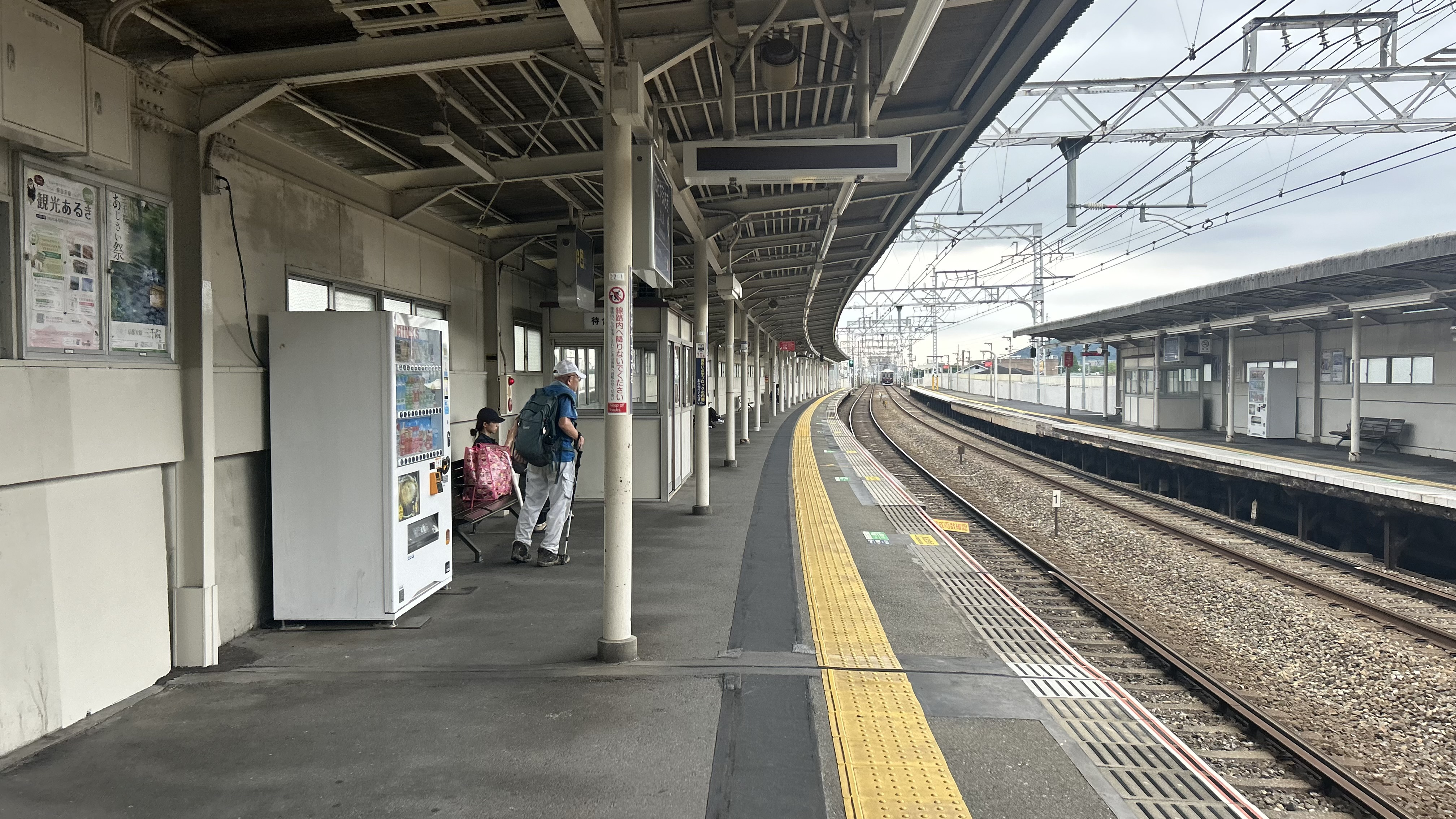
淡路方面ホーム
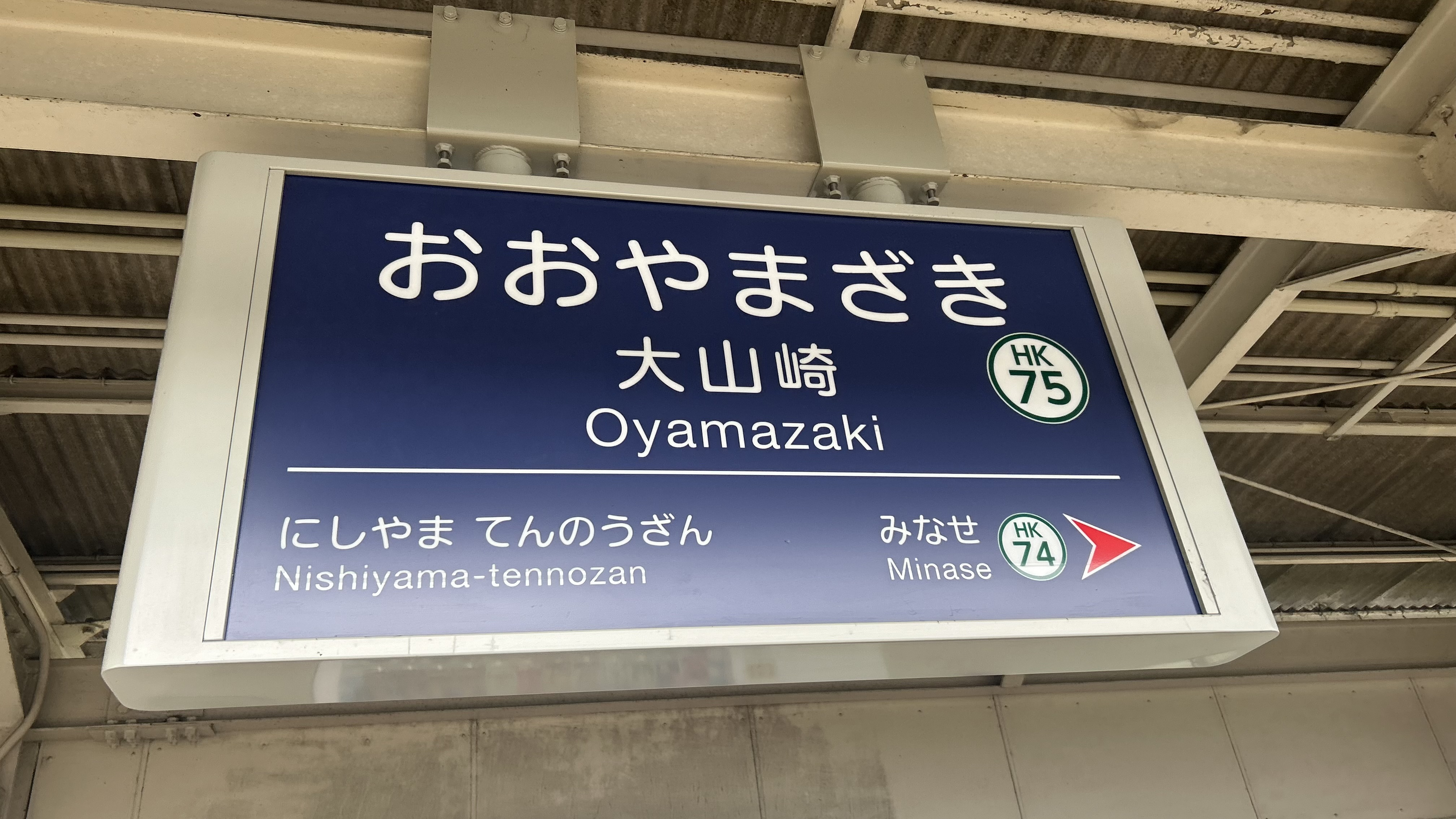
駅名標

## 利用状況
2023年（令和5年）の1日あたりの通年平均乗降人員は5,387人で、阪急電鉄全線では83位。阪急電鉄の本線の駅としては最少で、社内全駅でみても阪神国道駅・柴島駅・松尾大社駅に次いで少ない。

### 年次別利用状況
各年次の乗降人員の推移は下表の通り。
| 年次               | 乗降人員 | 順位 | 出典       |
| ------------------ | -------- | ---- | ---------- |
| 2017年（平成29年） | 5,876    | 82位 | [ 阪急 1 ] |
| 2018年（平成30年） | 5,889    | 82位 | [ 阪急 2 ] |
| 2019年（令和元年） | 6,028    | 82位 | [ 阪急 3 ] |
| 2020年（令和02年） | 4,657    | 83位 | [ 阪急 4 ] |
| 2021年（令和03年） | 4,669    | 83位 | [ 阪急 5 ] |
| 2022年（令和04年） | 5,069    | 83位 | [ 阪急 6 ] |
| 2023年（令和05年） | 5,387    | 83位 |            |

### 年度別利用状況
各年度の利用状況は下表の通り。
2000年度までは京都府統計書のデータ（単位：千人）を日数で除した数値を、2001年度以降は大山崎町・長岡京市統計書のデータを記載している（両市町がデータを公表しており、それぞれ数値が異なる年度については大山崎町のものを優先している）。
2018年度以降大山崎町はデータを公表していないが、近隣自治体である長岡京市によって現在まで最新データを公表され続けている。
| 年度               | 乗車人員 | 降車人員 | 乗降人員 | 出典          | 出典            | 出典            |
| 年度               | 乗車人員 | 降車人員 | 乗降人員 | 京都府        | 大山崎町        | 長岡京市        |
| ------------------ | -------- | -------- | -------- | ------------- | --------------- | --------------- |
| 1991年（平成03年） | 4,374    | -        | -        | [ 京都府 1 ]  | -               | -               |
| 1992年（平成04年） | 4,279    | -        | -        | [ 京都府 2 ]  | -               | -               |
| 1993年（平成05年） | 4,603    | -        | -        | [ 京都府 3 ]  | -               | -               |
| 1994年（平成06年） | 4,447    | -        | -        | [ 京都府 4 ]  | -               | -               |
| 1995年（平成07年） | 4,322    | -        | -        | [ 京都府 5 ]  | -               | -               |
| 1996年（平成08年） | 6,674    | -        | -        | [ 京都府 6 ]  | -               | -               |
| 1997年（平成09年） | 4,178    | -        | -        | [ 京都府 7 ]  | -               | -               |
| 1998年（平成10年） | 4,068    | -        | -        | [ 京都府 8 ]  | -               | -               |
| 1999年（平成11年） | 3,995    | -        | -        | [ 京都府 9 ]  | -               | -               |
| 2000年（平成12年） | 3,841    | -        | -        | [ 京都府 10 ] | -               | -               |
| 2001年（平成13年） | 3,436    | 3,553    | 6,989    | [ 京都府 11 ] | [ 大山崎町 1 ]  | -               |
| 2002年（平成14年） | 3,282    | 3,413    | 6,695    | [ 京都府 12 ] | [ 大山崎町 1 ]  | -               |
| 2003年（平成15年） | 3,255    | 3,385    | 6,640    | [ 京都府 13 ] | [ 大山崎町 1 ]  | -               |
| 2004年（平成16年） | 3,185    | 3,313    | 6,498    | [ 京都府 14 ] | [ 大山崎町 1 ]  | [ 長岡京市 1 ]  |
| 2005年（平成17年） | 3,446    | 3,623    | 7,069    | [ 京都府 15 ] | [ 大山崎町 1 ]  | [ 長岡京市 1 ]  |
| 2006年（平成18年） | 3,464    | 3,573    | 7,037    | [ 京都府 16 ] | [ 大山崎町 2 ]  | [ 長岡京市 1 ]  |
| 2007年（平成19年） | 3,651    | 3,697    | 7,348    | [ 京都府 17 ] | [ 大山崎町 3 ]  | [ 長岡京市 1 ]  |
| 2008年（平成20年） | 3,676    | 3,681    | 7,357    | [ 京都府 18 ] | [ 大山崎町 4 ]  | [ 長岡京市 1 ]  |
| 2009年（平成21年） | 3,188    | 3,275    | 6,463    | [ 京都府 19 ] | [ 大山崎町 5 ]  | [ 長岡京市 2 ]  |
| 2010年（平成22年） | 3,257    | 3,287    | 6,544    | [ 京都府 20 ] | [ 大山崎町 6 ]  | [ 長岡京市 3 ]  |
| 2011年（平成23年） | 3,370    | 3,376    | 6,746    | [ 京都府 21 ] | [ 大山崎町 7 ]  | [ 長岡京市 4 ]  |
| 2012年（平成24年） | 3,444    | 3,477    | 6,921    | [ 京都府 22 ] | [ 大山崎町 8 ]  | [ 長岡京市 5 ]  |
| 2013年（平成25年） | 3,636    | 3,605    | 7,241    | [ 京都府 23 ] | [ 大山崎町 9 ]  | [ 長岡京市 6 ]  |
| 2014年（平成26年） | 3,517    | 3,515    | 7,032    | [ 京都府 24 ] | [ 大山崎町 10 ] | [ 長岡京市 7 ]  |
| 2015年（平成27年） | 3,571    | 3,467    | 7,038    | [ 京都府 25 ] | [ 大山崎町 11 ] | [ 長岡京市 8 ]  |
| 2016年（平成28年） | 3,591    | 3,593    | 7,184    | [ 京都府 26 ] | [ 大山崎町 12 ] | [ 長岡京市 9 ]  |
| 2017年（平成29年） | 3,549    | 3,611    | 7,160    | [ 京都府 27 ] | [ 大山崎町 13 ] | [ 長岡京市 10 ] |
| 2018年（平成30年） | 3,592    | 3,683    | 7,275    | [ 京都府 28 ] | -               | [ 長岡京市 11 ] |
| 2019年（令和元年） | 3,678    | 3,733    | 7,411    | [ 京都府 29 ] | -               | [ 長岡京市 12 ] |
| 2020年（令和02年） | 2,787    | 2,864    | 5,651    | [ 京都府 30 ] | -               | [ 長岡京市 13 ] |
| 2021年（令和03年） | 2,951    | 2,947    | 5,898    | [ 京都府 31 ] | -               | [ 長岡京市 14 ] |
| 2022年（令和04年） | 3,242    | 3,366    | 6,608    | [ 京都府 32 ] | -               | [ 長岡京市 15 ] |

## 駅周辺
駅周辺はかつて山崎宿がおかれた宿場町で、両側に山が迫り京阪間においては平地の幅が狭い場所である。その狭窄部に桂川、宇治川、木津川の三川が流れ込み、当地で合流し淀川となる。京阪間を走る鉄道も当駅付近で集結し、阪急京都本線のすぐそばを東海道本線（JR京都線）や、東海道新幹線が並走するほか、淀川を挟んだ対岸にも京阪本線が通じている。
- 山崎の合戦跡
- 水無瀬神宮
- 桜井駅跡
- 関大明神社
- 離宮八幡宮
- 妙喜庵
  - 待庵
- 大山崎山荘美術館
- 大山崎町歴史資料館
- 大念寺
- 宝積寺
- 山崎聖天
- 天王山
- 酒解神社
- 大山崎瓦窯跡 （国指定史跡）
- サントリー山崎蒸溜所
- 山崎駅前郵便局
- 旧西国街道（京都府道67号西京高槻線）
- 国道171号
- 西日本旅客鉄道（JR西日本）山崎駅へは、250メートル程の距離で、乗換え客は少なくない。

## 隣の駅
阪急電鉄
■京都本線
■快速特急・■特急・■通勤特急・■準特急・■急行
通過
■準急・■普通
水無瀬駅 (HK-74) - 大山崎駅 (HK-75) - 西山天王山駅 (HK-76)

### 記事本文